# Christian Gow
Pour les articles homonymes, voir Gow.
Christian Gow, né le 28 mars 1993 à Calgary, est un biathlète canadien.

## Biographie

### Débuts
Il fait la découverte du biathlon à 8 ans, puis commence la compétition à 9 ans. À 11 ans, il rejoint les Rocky Mountain Racers, club, où son frère aîné et modèle, Scott, et s'est inscrit le même jour sans que Christian Gow le sache. Rapidement un entraîneur lui montre une vidéo d'un des meilleurs biathlètes au monde et ceci le fait rêver de participer aux Jeux olympiques.
Christian Gow a commencé sa carrière à 17 ans, mais il s'est blessé au poignet donc a dû prendre un pause de trois mois.

### Carrière internationale
Il participe à ses premières compétitions internationales en 2010 à l'occasion des Championnats du monde junior. Il fait ses débuts chez les seniors en Coupe du monde lors de la saison 2014-2015 où il est sélectionné pour ses premiers championnats du monde à Kontiolahti. Il marque ses premiers points lors de la saison suivante sur la poursuite d'Hochfilzen (39e).
Aux Championnats du monde 2016 à Holmenkollen, il obtient la médaille de bronze avec le relais canadien qui monte sur le premier podium de son histoire (avec Nathan Smith, Scott Gow et Brendan Green). Il y est le premier relayeur et effectue un tir parfait qui donne de l'avance aux Canadiens.
En 2018, il est sélectionné pour ses premiers Jeux olympiques à Pyeongchang, où il se classe 26e de l'individuel, 62e du sprint, 11e du relais et 12e du relais mixte.
En 2019, lors de la tournée nord-américaine en Coupe du monde, il obtient ses premiers résultats dans le top dix, terminant dixième à Canmore, puis huitième sur la poursuite de Soldier Hollow.
Aux Championnats du monde 2021,il se qualifie pour la première fois dans une mass start en grand championnat, l'achevant au onzième rang.
Il arrête sa carrière à l'issue de la saison 2023-2024 .

### Vie privée
Il a une relation amoureuse avec la biathlète canadienne Emma Lunder. Gow a aussi étudié à l'Université Athabasca.

## Palmarès

### Jeux olympiques d'hiver
| Épreuve / Édition                | Individuel | Sprint | Poursuite | Mass start | Relais | Relais mixte |
| Jeux olympiques 2018 Pyeongchang | 26e        | 62e    | —         | —          | 11e    | 12e          |
| Jeux olympiques 2022 Pékin       | 24e        | 12e    | 35e       | 13e        | 6e     | 14e          |

Légende :
- - : Non disputée par Christian Gow

### Championnats du monde
| Édition / Épreuve       | Individuel | Sprint | Poursuite | Mass start | Relais                    | Relais mixte | Relais mixte simple              |
| ----------------------- | ---------- | ------ | --------- | ---------- | ------------------------- | ------------ | -------------------------------- |
| Kontiolahti 2015        | 65e        | 73e    | —         | —          | 19e                       | —            | Épreuve inexistante à cette date |
| Oslo 2016               | 46e        | —      | —         | —          | Médaille de bronze, monde | —            | Épreuve inexistante à cette date |
| Hochfilzen 2017         | DNF        | 32e    | 23e       | —          | 13e                       | —            | Épreuve inexistante à cette date |
| Östersund 2019          | DNF        | 84e    | —         | —          | 13e                       | 16e          | —                                |
| Antholz-Anterselva 2020 | 20e        | 65e    | —         | —          | 14e                       | 14e          | 8e                               |
| Pokljuka 2021           | 72e        | 16e    | 29e       | 11e        | 12e                       | 8e           | 8e                               |
| Oberhof 2023            | 89e        | 92e    | —         | —          | 11e                       | 8e           | —                                |
| Nove Mesto 2024         | 44e        | 78e    | —         | —          | 19e                       | 13e          | —                                |

Légende :
- : Médaille de bronze, troisième place
- — : Non disputée par Christian Gow
- DNF : abandon

### Coupe du monde
- Meilleur classement général : 32e en 2019.
- Meilleur résultat individuel : 8e.
- 1 podium en relais : 1 troisième place.

#### Classements en Coupe du monde
| Saison    | Classement général final | Individuel | Sprint | Poursuite | Mass start |
| 2014-2015 | nc                       | nc         | nc     | nc        |            |
| 2015-2016 | 86e                      |            | 79e    | 78e       |            |
| 2016-2017 | 59e                      |            | 68e    | 48e       |            |
| 2017-2018 | 49e                      | 51e        | 60e    | 38e       |            |
| 2018-2019 | 32e                      | 15e        | 40e    | 30e       | 29e        |
| 2019-2020 | 74e                      | 40e        | nc     | nc        |            |
| 2020-2021 | 34e                      | 41e        | 36e    | 28e       | 32e        |
| 2021-2022 | 42e                      | 22e        | 56e    | 66e       | 35e        |
| 2022-2023 | 43e                      | 51e        | 42e    | 42e       |            |
| 2023-2024 | 82e                      | 60e        | nc     | 76e       |            |